# آشاغی ناصرلی (گول‌باشی)
آشاغی ناصرلی (به ترکی استانبولی: Aşağınasırlı) یک منطقهٔ مسکونی در ترکیه است که در گول‌باشی واقع شده‌است.